# Hajóhíd

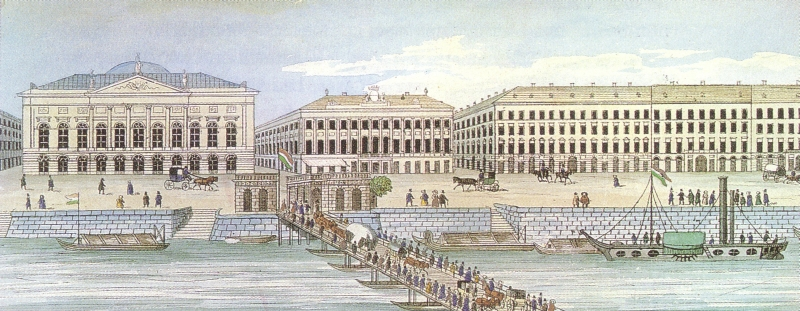
Hajóhíd pesti hídfője a mai Vigadó térnél (Carlo Pino Vasquez 1837-es metszete)

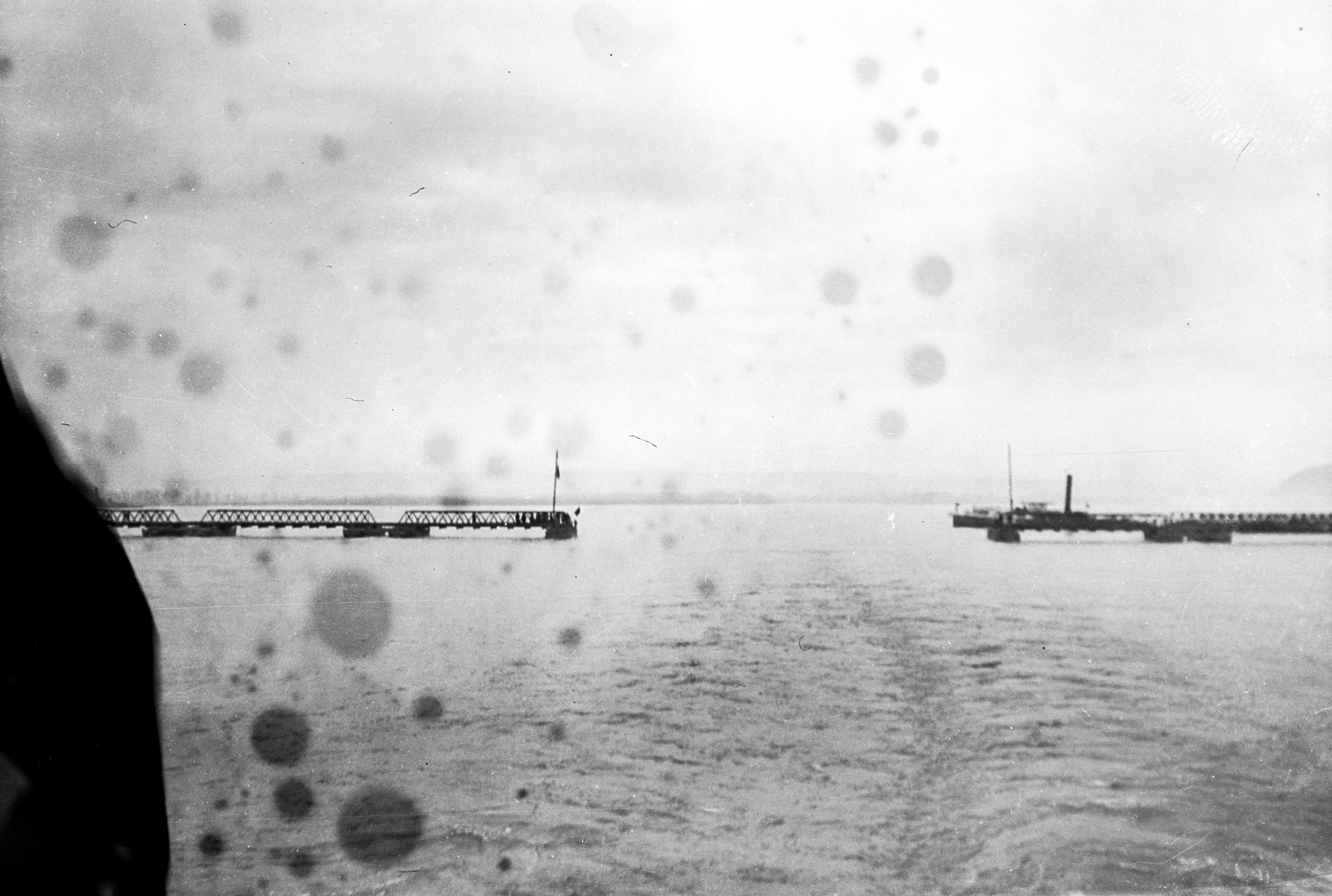
Szétnyitott hajóhíd fotója a Dunán, Ómoldova közelében (Veliko Gradište, 1915, Fortepan: 59110)

A hajóhíd a rendes hídszerkezetektől lényegileg abban különbözik, hogy a szerkezet közbenső alátámasztására nem a szilárd talajba épített pillérek, hanem vízen úszó fa- vagy vashajók (pontonok), esetleg hordók, tutajok, pléh-hengerek stb. szolgálnak. Az ilyen úszó alátámasztás helyének biztosítása végett, a vízfolyás értelmében véve felülről, esetleg alulról is a vízfenékhez van horgonyozva; s a szomszédos alátámasztások (hajók) egymás közt is keresztirányú láncokkal vannak megfeszítve. A hajóhíd rendesen több tagból áll, amennyiben két v. három hajó, a rajta nyugvó hídszerkezettel együtt, külön egészet képez és a szomszéd, hasonló csoportokkal arra való szerkezetek által van összekapcsolva. A felső Duna mentén egy-egy ilyen tagot glédának neveznek. Az ilyen tagok egyes hajói egymástól való távolságával, valamint az egyes hajók méreteinek meghatározásánál két körülmény veendő főként figyelembe: az egyik, hogy a hajók a közlekedési eszközök (p. nehéz teherkocsik) súlya alatt a megengedhető határon túl vízbe ne merüljenek; a másik körülmény az, hogy akkor, amikor valamely közlekedési eszköz az egyik tagról a másikra átlép, a beálló egyoldalú terhelés valamelyik tagot fel ne billenthesse.